# 3646 Aduatiques
3646 Aduatiques este un asteroid din centura principală, descoperit pe 11 septembrie 1985 de Henri Debehogne.